# Esterhazy (Saskatchewan)
Esterhazy (offiziell Town of Esterhazy) ist eine Gemeinde im Südosten der kanadischen Provinz Saskatchewan. Die Gemeinde ist eine „urban municipality“ mit dem Status einer Kleinstadt (englisch Town) und verfügt, wie alle „urban municipalities“ in der Provinz, über eine eigenständige Verwaltung.
Nachdem die heutige Gemeinde anfangs als „Kaposvar Colony“ bezeichnet wurde, wurde sie bald offiziell nach einem der Mitgründer, nach Paul Esterhazy, benannt.
Esterhazy war ursprünglich eine eher ländliche Gemeinde, entwickelte sich aber nach der Eröffnung der Bergwerke ab Mitte des 20. Jahrhunderts zu einem eher städtischen Zentrum.

## Lage
Die Kleinstadt ist umgeben von der Rural Municipality of Fertile Belt No. 183 und liegt etwa 40 Kilometer westlich der Grenz zur benachbarten Provinz Manitoba sowie etwa 75 Kilometer südöstlich von Yorkton im Qu'Appelle Valley, einige Kilometer nördlich des Qu’Appelle Rivers. Die umgebende Region ist Teil der als Aspen Parkland bezeichneten kanadischen Ökoregion. Esterhazy wird von dem in Ost-West-Richtung verlaufenden Highway 22 durchquert. Außerdem ist hier der südliche Endpunkt des Highway 80, welcher etwa 30 Kilometer nordnordöstlich den Highway 16 kreuzt, der wiederum Teil der nordöstlichen Route des Trans-Canada-Highway-Systems ist.

## Geschichte
Ursprünglich Siedlungs- und Jagdgebiet verschiedener Völker der First Nations, begann der europäisch geprägte Teil der Geschichte dieser Gegend Ende des 19. Jahrhunderts mit der Ankunft ungarischstämmiger Siedler. Diese Ansiedlung ungarischstämmiger Einwanderer wurde am 8. Juni 2007 durch die kanadische Regierung zu einem „nationalen historischen Ereignis“ erklärt. Ihre Ansiedlung im südöstlichen Saskatchewan gilt als eins der frühesten ethnischen Siedlungsgebiete im westlichen Kanada. Bis in die 1920er Jahre lebten mehr als zwei Drittel der ungarischen Kanadier in Saskatchewan und dort überwiegend in solchen ländlichen Gemeinden wie Esterhazy.
Nachdem im Jahr 1902 eine Eisenbahnstrecke der Canadian Pacific Railway die Gegend erreicht hatte, wurde im Jahr 1903 hier das erste „Post Office“ eröffnet. Mit der gewachsenen Bedeutung der Siedlung erhielt Esterhazy im Jahr 1903 auch seine Eigenständigkeit als Dorf (Incorporated as a village). In der noch landwirtschaftlich geprägten Region wurde zwischen 1904 und 1907 eine Getreidemühle errichtet. Die Esterhazy-Getreidemühle wurde am 20. April 2009, als seltenes Beispiel einer heute noch gänzlich erhalten gebliebenen Getreidemühle aus dem frühen 20. Jahrhundert, zur National Historic Site of Canada erklärt. Im Jahr 1957 erhielt die Gemeinde den Status einer Kleinstadt (town) und in den 1960er Jahren wurden östlich von Esterhazy, in den Gemeinden Rural Municipality of Spy Hill No. 152 und Rural Municipality of Langenburg No. 181, Minen errichtet. In diesen wird, heute durch die Mosaic Company, Kalisalz zur Düngerherstellung abgebaut.

## Demografie
Die Gemeinde wird im Rahmen der regelmäßigen Volkszählungen zur Saskatchewan Census Division No. 5 gezählt. Im Rahmen der Volkszählung ergab der Census 2021 für die Stadt selber eine Bevölkerungszahl von 2345 Einwohnern, nachdem der Zensus im Jahr 2016 für die Gemeinde noch eine Bevölkerungszahl von 2502 Einwohnern ergeben hatte. Die Bevölkerung hat damit im letzten Zensuszeitraum von 2016 bis 2021 entgegen dem Trend in der Provinz um 6,3 % abgenommen, während der Provinzdurchschnitt bei einer Bevölkerungszunahme von 3,1 % lag. Da der Zensus im Jahr 2011 für die Stadt eine Bevölkerungszahl von 2472 Einwohnern ergeben hatte, nahm die Bevölkerung damit im Zensuszeitraum von 2011 bis 2016 nur schwach um 1,2 % zu, während der Provinzdurchschnitt bei einer Bevölkerungszunahme von 6,3 % lag. Im Zensuszeitraum von 2006 bis 2011 hatte die Einwohnerzahl in der Gemeinde noch nahe dem Provinzdurchschnitt um 5,8 % zugenommen, während die Gesamtbevölkerung in der Provinz um 6,7 % zunahm.

## Söhne und Töchter der Stadt
- Chris Herperger (* 1974), Eishockeyspieler